# Лабильность
Лаби́льность (от лат. labilis «скользящий, неустойчивый») в физиологии — функциональная подвижность, скорость протекания элементарных циклов возбуждения в нервной и мышечной тканях.
Понятие «лабильность» введено русским физиологом Н. Е. Введенским (1886), который считал мерой лабильности наибольшую частоту раздражения ткани, воспроизводимую ею без преобразования ритма.
Лабильность отражает время, в течение которого ткань восстанавливает работоспособность после очередного цикла возбуждения. Наибольшей лабильностью отличаются отростки нервных клеток — аксоны, способные воспроизводить до 500—1000 импульсов в 1 с; менее лабильны центральные и периферические места контакта — синапсы (например, двигательное нервное окончание может передать на скелетную мышцу не более 100—150 возбуждений в 1 с).
Величины лабильности нерва, мышцы и синапса:
| Возбудимое образование   | Время абсолютного рефрактерного периода, мс | Мера лабильности, имп./с |
| ------------------------ | ------------------------------------------- | ------------------------ |
| Нерв миелиновый          | 1                                           | 1000                     |
| Нерв безмиелиновый       | 2                                           | 500                      |
| Мышца поперечнополосатая | 5                                           | 200                      |
| Синапс нервно-мышечный   | 10                                          | 100                      |

Угнетение жизнедеятельности тканей и клеток (например, холодом, наркотиками) уменьшает лабильность, так как при этом замедляются процессы восстановления и удлиняется рефрактерный период. Лабильность — величина непостоянная. Так, в сердце под влиянием частых раздражений рефрактерный период укорачивается, а следовательно, возрастает лабильность. Это явление лежит в основе т. н. усвоения ритма. Учение о лабильности важно для понимания механизмов нервной деятельности, работы нервных центров и анализаторов как в норме, так и при различных болезненных отклонениях.
В биологии и медицине термином «лабильность» обозначают подвижность, неустойчивость, изменчивость: например, психики, физиологического состояния, пульса, температуры тела и т. д.